# Philodromus
Genre
Synonymes
- Artamus C. L. Koch, 1837 nec Vieillot, 1816
- Artanes Thorell, 1869
- Opitis L. Koch, 1875
- Philodromoides Scheffer, 1904
- Horodromoides Gertsch, 1933
- Tibellomimus Gertsch, 1933
- Emargidromus Wunderlich, 2012
- Philodromimus Wunderlich, 2012

Philodromus est un genre d'araignées aranéomorphes de la famille des Philodromidae.

## Distribution
Les espèces de ce genre se rencontrent sur tous les continents sauf aux pôles.
On en compte une quarantaine d'espèces en Europe, une trentaine en France, et une quinzaine en Suisse et en Belgique.

## Description

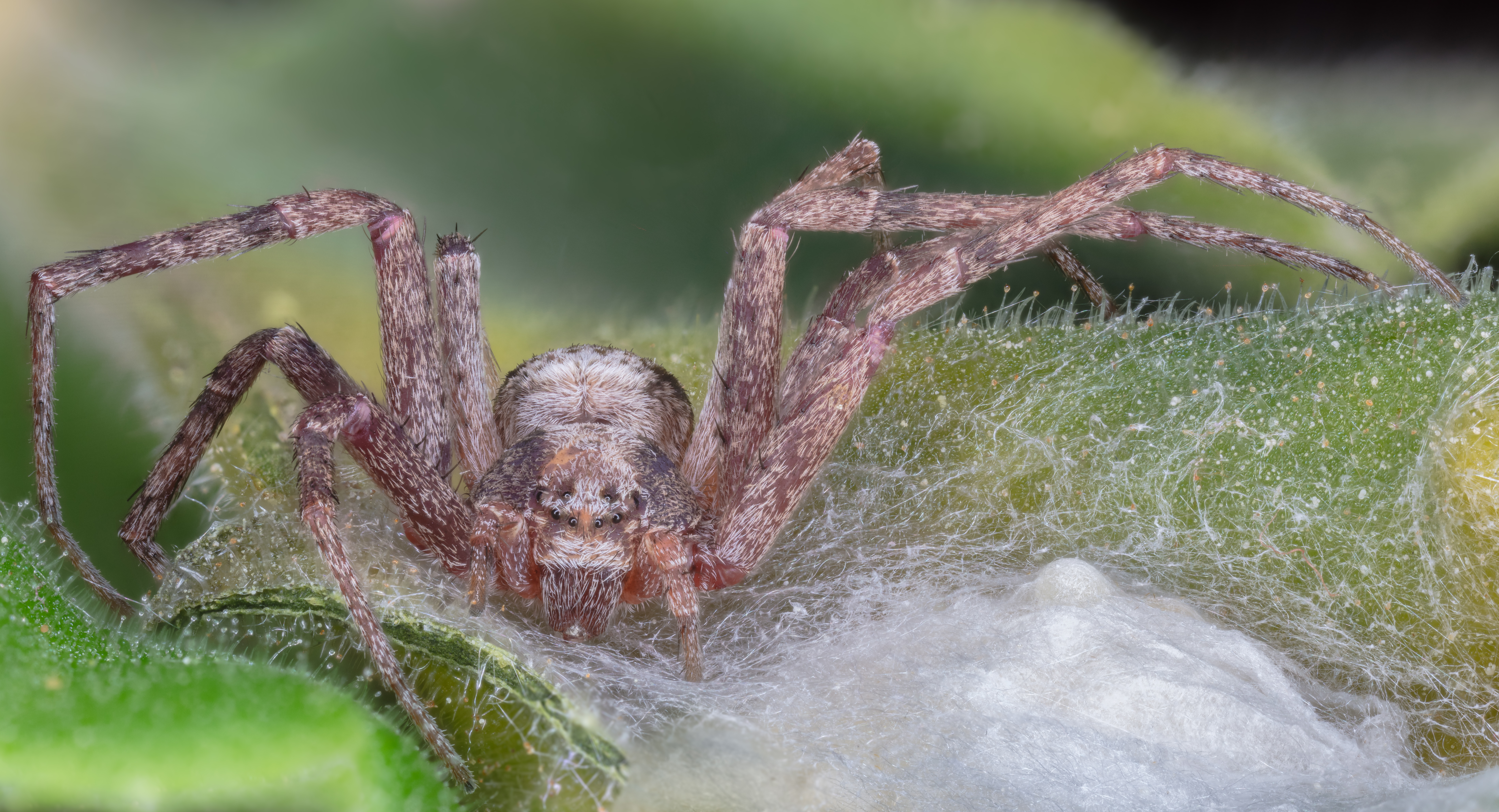
Philodromus aureolus, en Bavière. Juin 2020.

Les Philodromus,, comme les autres Philodromidae, sont des araignées aranéomorphes (les crochets à venin se ferment vers l'intérieur) entélégynes (pièces génitales complexes et avec huit yeux) et errantes (sans toiles). Le bouclier céphalothoracique est en forme de poire, avec huit yeux, en deux lignes, la ligne postérieure est droite ou récurvée (arc de cercle dont les extrémités pointent vers l'arrière), contrairement aux Sparassidae, dont la courbure des yeux postérieure est procurvée (extrémités de la courbure vers l'avant). Sur cette ligne postérieure, les deux yeux intérieurs sont plus rapprochés des deux yeux extérieurs qu'entre eux, ce qui les distingue des autres Philodromidae. Ils ont la deuxième paire de pattes légèrement plus longue que la première, et la troisième paire est la plus courte des paires. Les espèces sont souvent difficiles à distinguer sans examen des parties génitales.

## Écologie et comportement
Leur chasse se fait en déplacements constants, d'où leur nom, interrompus par des petits affûts. Elles parcourent des milieux distincts selon les espèces: troncs d'arbres pourvus de lichens (Philodromus margaritatus), forêts, jardins ou maisons (pour Philodromus dispar). 

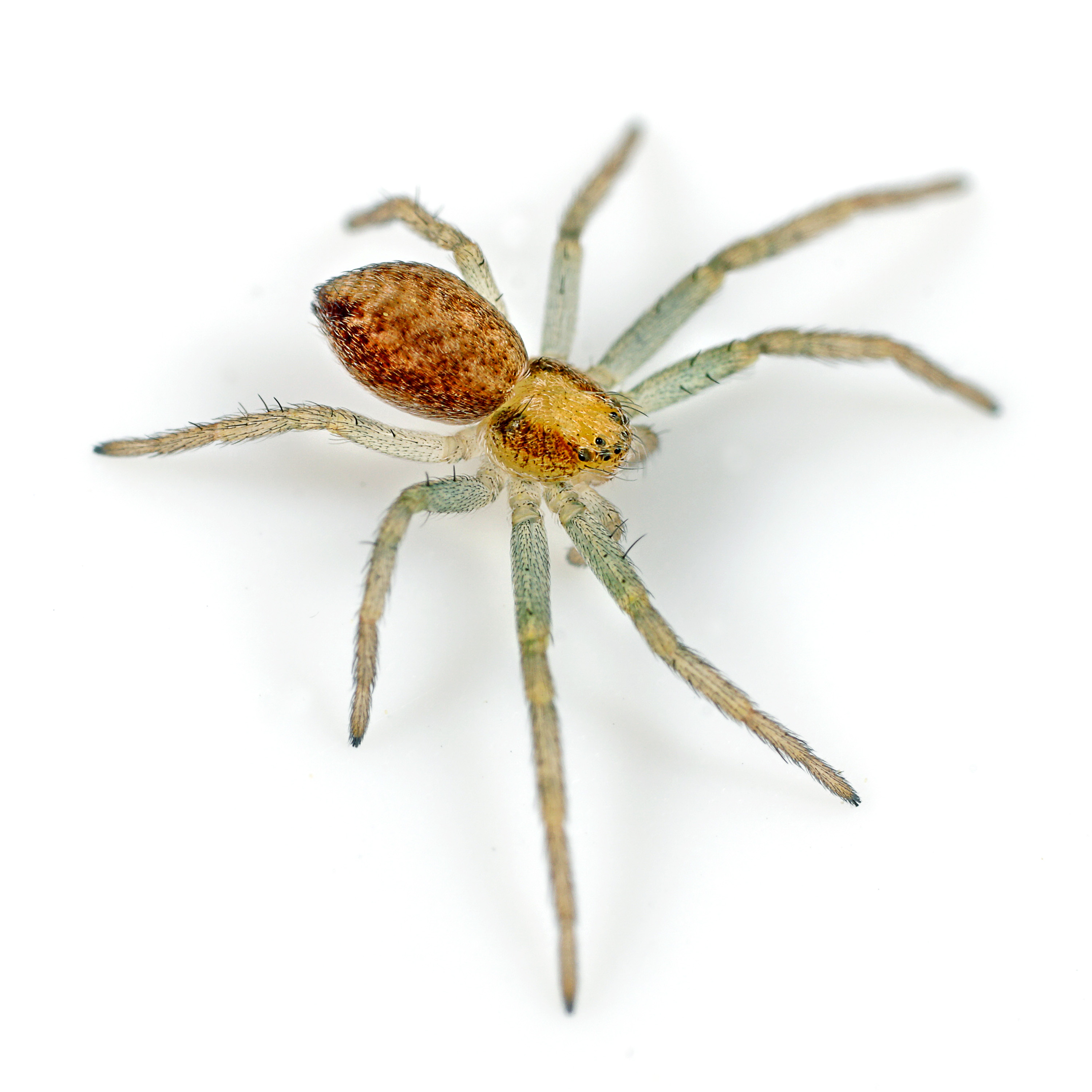
Philodromus albidus

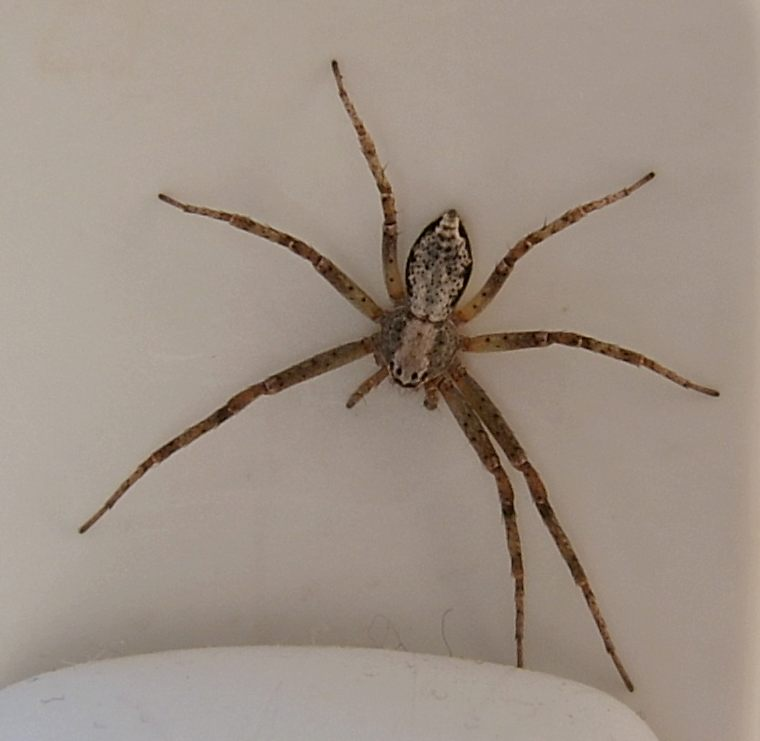
Philodromus aureolus

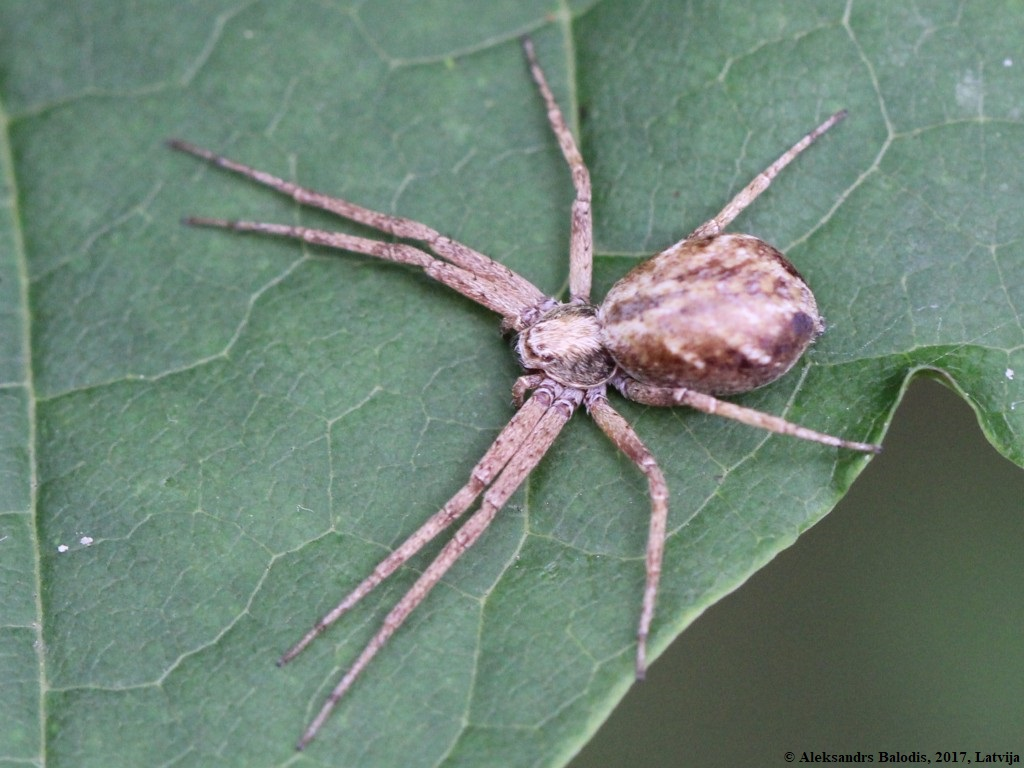
Philodromus cespitum

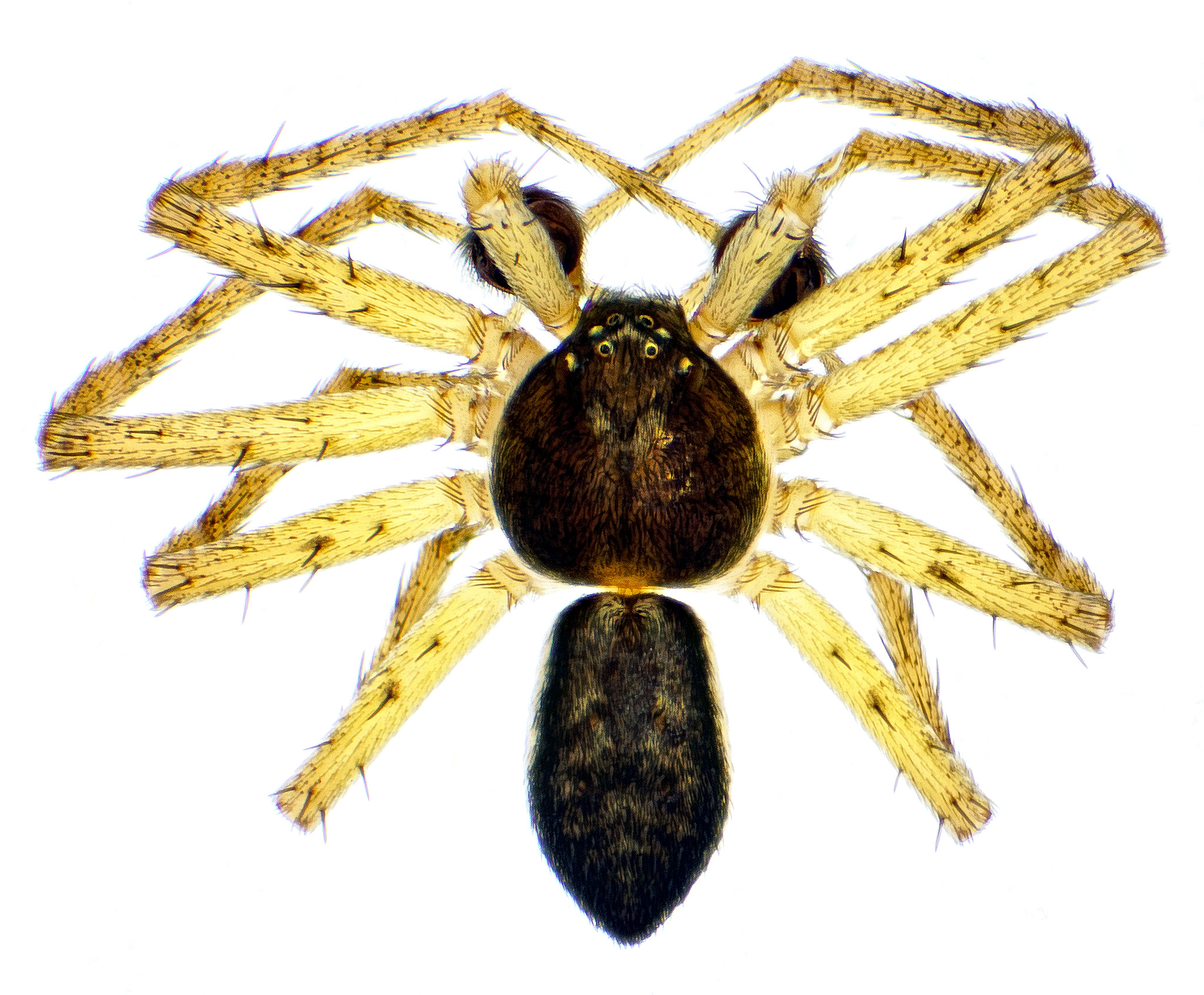
Philodromus dispar

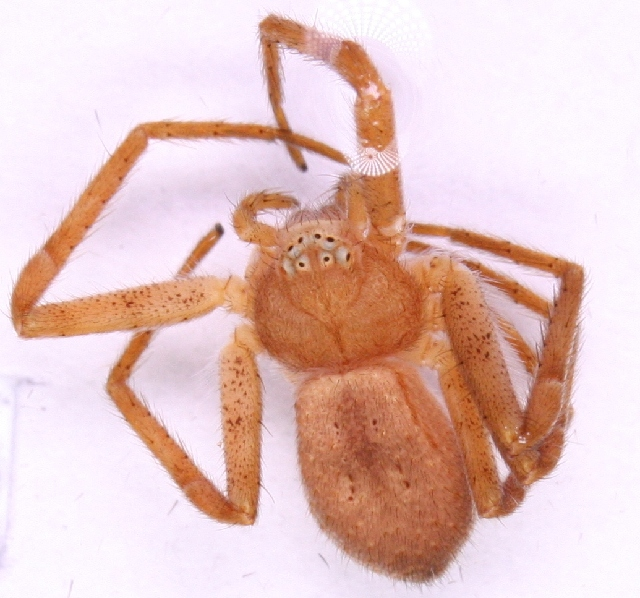
Philodromus fuscomarginatus

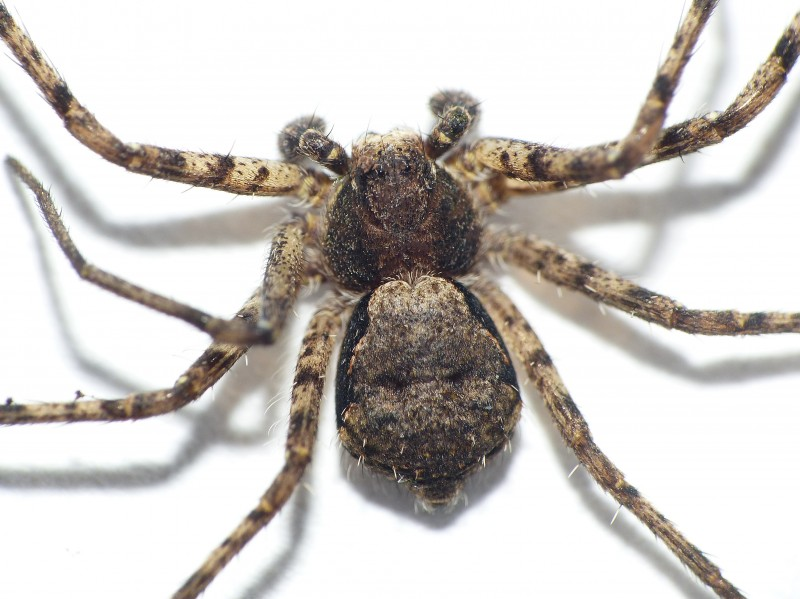
Philodromus margaritatus

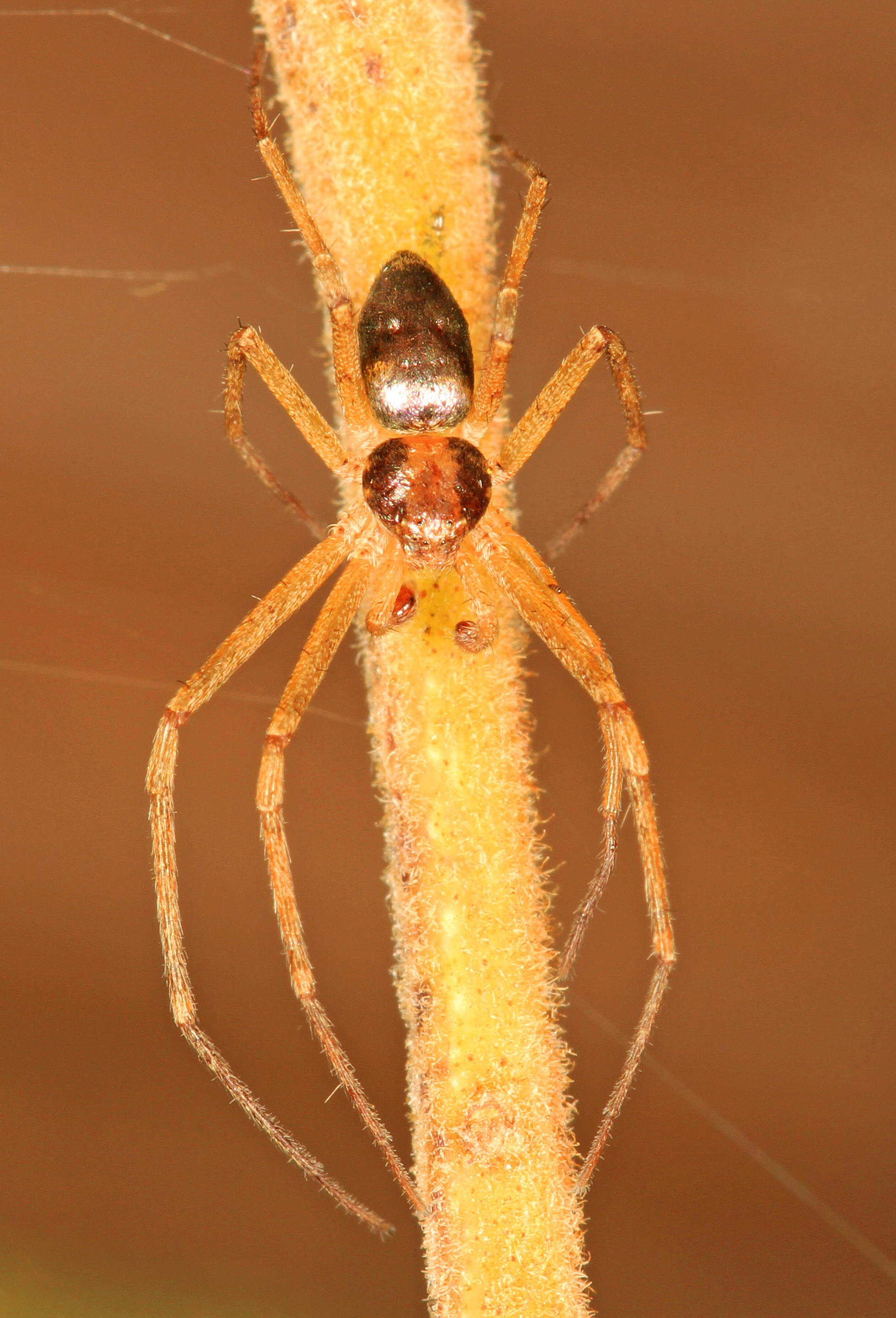
Philodromus marxi

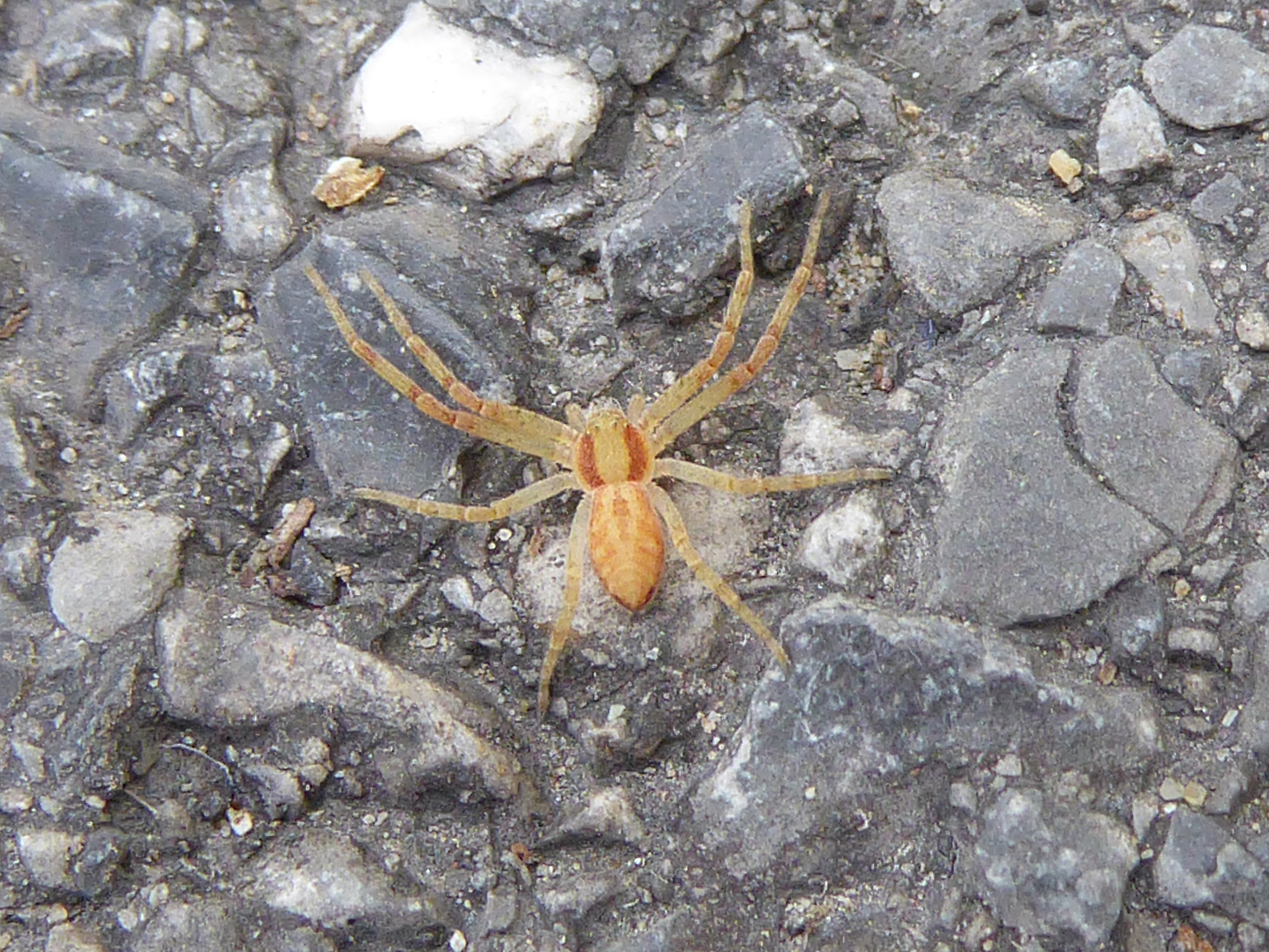
Philodromus rufus

## Liste des espèces
Selon World Spider Catalog (version 26, 11/03/2025) :
- Philodromus albicans O. Pickard-Cambridge, 1897
- Philodromus albidus Kulczyński, 1911
- Philodromus albofrenatus Simon, 1907
- Philodromus albolimbatus Thorell, 1895
- Philodromus alboniger Caporiacco, 1949
- Philodromus aliensis Hu, 2001
- Philodromus anomalus Gertsch, 1934
- Philodromus archettii Caporiacco, 1941
- Philodromus arizonensis Dondale & Redner, 1969
- Philodromus aryy Marusik, 1991
- Philodromus ashae Gajbe & Gajbe, 1999
- Philodromus assamensis Tikader, 1962
- Philodromus aureolus (Clerck, 1757)
- Philodromus auricomus L. Koch, 1878
- Philodromus austerus (L. Koch, 1876)
- Philodromus azcursor Logunov & Huseynov, 2008
- Philodromus barmani Tikader, 1980
- Philodromus barrowsi Gertsch, 1934
- Philodromus betrabatai Tikader, 1966
- Philodromus bhagirathai Tikader, 1966
- Philodromus bicornutus Schmidt & Krause, 1995
- Philodromus bigibba (O. Pickard-Cambridge, 1876)
- Philodromus bigibbosus Caporiacco, 1941
- Philodromus bilineatus Bryant, 1933
- Philodromus bimuricatus Dondale & Redner, 1968
- Philodromus blanckei (Wunderlich, 1995)
- Philodromus bonneti Karol, 1968
- Philodromus borana Caporiacco, 1939
- Philodromus bosmansi Muster & Thaler, 2004
- Philodromus brachycephalus Lawrence, 1952
- Philodromus breviductus Dondale & Redner, 1969
- Philodromus browningi Lawrence, 1952
- Philodromus bucaensis (Logunov & Kunt, 2010)
- Philodromus buchari Kubcová, 2004
- Philodromus buxi Simon, 1884
- Philodromus calidus Lucas, 1846
- Philodromus californicus Keyserling, 1884
- Philodromus cammarus Rossi, 1846
- Philodromus caporiaccoi Roewer, 1951
- Philodromus casseli Simon, 1900
- Philodromus catagraphus Simon, 1870
- Philodromus cavatus Dondale & Redner, 1969
- Philodromus cayanus Taczanowski, 1872
- Philodromus cespitum (Walckenaer, 1802)
- Philodromus chambaensis Tikader, 1980
- Philodromus chamisis Schick, 1965
- Philodromus cinereus O. Pickard-Cambridge, 1876
- Philodromus coachellae Schick, 1965
- Philodromus collinus C. L. Koch, 1835
- Philodromus corradii Caporiacco, 1941
- Philodromus cubanus Dondale & Redner, 1968
- Philodromus cufrae Caporiacco, 1936
- Philodromus daoxianen Yin, Peng & Kim, 1999
- Philodromus decoratus Tikader, 1962
- Philodromus denisi Levy, 1977
- Philodromus devhutai Tikader, 1966
- Philodromus diablae Schick, 1965
- Philodromus digitatus Yang, Zhu & Song, 2005
- Philodromus dilatatus Caporiacco, 1940
- Philodromus dilutus Thorell, 1875
- Philodromus dispar Walckenaer, 1826
- Philodromus distans Dondale & Redner, 1968
- Philodromus domesticus Tikader, 1962
- Philodromus droseroides Schick, 1965
- Philodromus dubius Caporiacco, 1933
- Philodromus durvei Tikader, 1980
- Philodromus emarginatus (Schrank, 1803)
- Philodromus epigynatus Strand, 1909
- Philodromus erythrops Caporiacco, 1933
- Philodromus exilis Banks, 1892
- Philodromus femurostriatus Muster, 2009
- Philodromus floridensis Banks, 1904
- Philodromus foucauldi Denis, 1954
- Philodromus frontosus Simon, 1897
- Philodromus fuscolimbatus Lucas, 1846
- Philodromus fuscomarginatus (De Geer, 1778)
- Philodromus gertschi Schick, 1965
- Philodromus grazianii Caporiacco, 1933
- Philodromus grosi Lessert, 1943
- Philodromus guineensis Millot, 1942
- Philodromus guiyang Long & Yu, 2022
- Philodromus gyirongensis Hu, 2001
- Philodromus hadzii Šilhavý, 1944
- Philodromus harrietae Dondale & Redner, 1969
- Philodromus hiulcus (Pavesi, 1883)
- Philodromus humilis Kroneberg, 1875
- Philodromus imbecillus Keyserling, 1880
- Philodromus immaculatus Denis, 1955
- Philodromus infectus Dondale & Redner, 1969
- Philodromus infuscatus Keyserling, 1880
- Philodromus insperatus Schick, 1965
- Philodromus insulanus Kulczyński, 1905
- Philodromus jabalpurensis Gajbe & Gajbe, 1999
- Philodromus jimredneri Jiménez, 1989
- Philodromus johani Muster, 2009
- Philodromus josemitensis Gertsch, 1934
- Philodromus juvencus Kulczyński, 1895
- Philodromus kalliaensis Levy, 1977
- Philodromus ketani Gajbe, 2005
- Philodromus keyserlingi Marx, 1890
- Philodromus kraepelini Simon, 1905
- Philodromus krausi Muster & Thaler, 2004
- Philodromus laricium Simon, 1875
- Philodromus lasaensis Yin, Peng, Bao & Kim, 2000
- Philodromus laticeps Keyserling, 1880
- Philodromus legae Caporiacco, 1941
- Philodromus lhasana Hu, 2001
- Philodromus lividus Simon, 1875
- Philodromus longiductus Dondale & Redner, 1969
- Philodromus longipalpis Simon, 1870
- Philodromus lugens (O. Pickard-Cambridge, 1876)
- Philodromus lunatus Muster & Thaler, 2004
- Philodromus luteovirescens Urquhart, 1893
- Philodromus lutulentus Gertsch, 1934
- Philodromus maculatovittatus Strand, 1906
- Philodromus maestrii Caporiacco, 1941
- Philodromus maghrebi Muster, 2009
- Philodromus maliniae Tikader, 1966
- Philodromus manikae Tikader, 1971
- Philodromus margaritatus (Clerck, 1757)
- Philodromus marginellus Banks, 1901
- Philodromus marmoratus Kulczyński, 1891
- Philodromus marusiki (Logunov, 1997)
- Philodromus marxi Keyserling, 1884
- Philodromus mediocris Gertsch, 1934
- Philodromus melanostomus Thorell, 1895
- Philodromus mexicanus Dondale & Redner, 1969
- Philodromus mineri Gertsch, 1933
- Philodromus minutus Banks, 1892
- Philodromus mississippianus Dondale & Redner, 1969
- Philodromus mohiniae Tikader, 1966
- Philodromus molarius L. Koch, 1879
- Philodromus monitae Muster & Van Keer, 2010
- Philodromus montanus Bryant, 1933
- Philodromus morsus Karsch, 1884
- Philodromus multispinus Caporiacco, 1933
- Philodromus musteri Lecigne & Oger, 2020
- Philodromus nigrostriatipes Bösenberg & Strand, 1906
- Philodromus niveus Vinson, 1863
- Philodromus oneida Levi, 1951
- Philodromus orarius Schick, 1965
- Philodromus orientalis Schenkel, 1963
- Philodromus otjimbumbe Lawrence, 1927
- Philodromus paiki Jang, Lee, Yoo & Kim, 2024
- Philodromus pali Gajbe & Gajbe, 2001
- Philodromus panganii Caporiacco, 1947
- Philodromus parietalis Simon, 1875
- Philodromus partitus Lessert, 1919
- Philodromus parvulus Zamani & Marusik, 2025
- Philodromus pawani Gajbe, 2005
- Philodromus pelagonus Šilhavý, 1944
- Philodromus peninsulanus Gertsch, 1934
- Philodromus pentheri Muster, 2009
- Philodromus pericu Jiménez, 1989
- Philodromus pernix Blackwall, 1846
- Philodromus pesbovis Caporiacco, 1949
- Philodromus pinetorum Muster, 2009
- Philodromus pinyonelis Schick, 1965
- Philodromus placidus Banks, 1892
- Philodromus planus (L. Koch, 1875)
- Philodromus poecilus (Thorell, 1872)
- Philodromus populicola Denis, 1958
- Philodromus praedatus O. Pickard-Cambridge, 1871
- Philodromus praelustris Keyserling, 1880
- Philodromus pratariae (Scheffer, 1904)
- Philodromus pratarioides Dondale & Redner, 1969
- Philodromus probolus Dondale & Redner, 1969
- Philodromus psaronius Dondale & Redner, 1968
- Philodromus pseudanomalus Dondale & Redner, 1969
- Philodromus punctatissimus Roewer, 1962
- Philodromus punctisternus Caporiacco, 1940
- Philodromus pygmaeus Levy, 1977
- Philodromus quercicola Schick, 1965
- Philodromus rajani Gajbe, 2005
- Philodromus renarius Urita & Song, 1987
- Philodromus rodecki Gertsch & Jellison, 1939
- Philodromus roseus Kishida, 1914
- Philodromus rufus Walckenaer, 1826
- Philodromus sanjeevi Gajbe, 2004
- Philodromus satullus Keyserling, 1880
- Philodromus schicki Dondale & Redner, 1968
- Philodromus separatus Dondale & Redner, 1969
- Philodromus shaochui Yin, Peng, Bao & Kim, 2000
- Philodromus shillongensis Tikader, 1962
- Philodromus silvestrii Caporiacco, 1940
- Philodromus simillimus Denis, 1962
- Philodromus speciosus Gertsch, 1934
- Philodromus spectabilis Keyserling, 1880
- Philodromus spinitarsis Simon, 1895
- Philodromus splendens Indzhov, 2020
- Philodromus sticticus Lucas, 1858
- Philodromus subaureolus Bösenberg & Strand, 1906
- Philodromus tabupumensis Petrunkevitch, 1914
- Philodromus thanatellus Strand, 1909
- Philodromus tortus Dondale & Redner, 1969
- Philodromus traviatus Banks, 1929
- Philodromus undarum Barnes, 1953
- Philodromus utotchkini Marusik, 1991
- Philodromus v-notatus Caporiacco, 1947
- Philodromus vagulus Simon, 1875
- Philodromus validus (Gertsch, 1933)
- Philodromus venustus O. Pickard-Cambridge, 1876
- Philodromus verityi Schick, 1965
- Philodromus victor Lessert, 1943
- Philodromus vinokurovi Marusik, 1991
- Philodromus vulgaris (Hentz, 1847)
- Philodromus vulpio Simon, 1910

## Systématique et taxinomie
Ce genre a été décrit par Walckenaer en 1826.
Artamus C. L. Koch, 1837, préoccupée par Artamus Vieillot, 1816, remplacée par Artanes et Opitis ont été placés en synonymie par Simon en 1895.
Philodromoides a été placé en synonymie  par Gertsch en 1965.
Horodromoides a été placé en synonymie par Dondale et Redner en 1975.
Tibellomimus, Emargidromus et Philodromimus ont été placés en synonymie par Breitling en 2019.

## Étymologie
Philodromus vient du grec philo, qui aime, et de dromos, la course, le champ de course, car ces araignées se déplacent rapidement et avec seulement de petits arrêts d'affût.

## Publication originale
- Walckenaer, 1826 : « Aranéides. » Faune française ou histoire naturelle générale et particulière des animaux qui se trouvent en France, constamment ou passagèrement, à la surface du sol, dans les eaux qui le baignent et dans le littoral des mers qui le bornent par Viellot, Desmarrey, Ducrotoy, Audinet, Lepelletier et Walckenaer, Paris, livres 11-12, p. 1-96.